# Temesvári irgalmasrendi templom
A temesvári irgalmasrendi templom műemlék épület Romániában, Temes megyében. A romániai műemlékek jegyzékében a TM-II-m-A-06164.01 sorszámon szerepel.